# Commandement stratégique opérationnel
 (novembre 2017).
Si vous disposez d'ouvrages ou d'articles de référence ou si vous connaissez des sites web de qualité traitant du thème abordé ici, merci de compléter l'article en donnant les références utiles à sa vérifiabilité et en les liant à la section « Notes et références ».
Le Commandement Stratégique Opérationnel (en espagnol : Comando Estratégico Operacional). Anciennement nommé CUFAN (Commandement unifié de la Force Armée Nationale, en espagnol : Comando Unificado de la Fuerza Armada Nacional) est l'entité chargée de la planification, direction, exécution et contrôle stratégique des Forces armées vénézuéliennes. Ses attributions, correspondantes à celle d'un État-major découlent de l'article 60 de la Loi Organique sur la Force Armée Nationale (LOFAN). Il est sous les ordres du général Henry Rangel Silva.

## Régions militaires
Depuis la Loi LOFAN de 2008, le CEO organise son activité selon 6 régions "stratégiques de défense intégrale" :
- Région Stratégique de Défense Intégrale Centrale : comprenant les États de Vargas, Miranda, Aragua, Carabobo, Jaracuy et le District Capital de Caracas.
- Région Stratégique de Défense Intégrale Occidentale : comprenant les États de Falcón Lara, Trujillo, Mérida, Táchira et Zulia.
- Région Stratégique de Défense Intégrale Les Plaines ("Los Llanos") : comprenant les États de Apure, Portuguesa, Barinas, Cojedes et Guárico.
- Région Stratégique de Défense Intégrale Orientale : comprenant les États d'Anzoátegui, Delta Amacuro, Monagas, Sucre et Nouvelle Sparte.
- Région Stratégique de Défense Intégrale de Guyane : comprenant les États de Bolivar et Amazones.
- Région Stratégique de Défense Intégrale Maritime et Insulaire : comprenant toutes les dépendances fédérales, la mer territoriale et la zone économique exclusive de la République.